# Baldur von Schirach
Baldur Benedikt von Schirach (ur. 9 maja 1907 w Weimarze, zm. 8 sierpnia 1974 w Kröv) – niemiecki działacz partyjny, polityk, wojskowy i tłumacz pochodzenia amerykańskiego, pierwszy Reichsjugendführer i przywódca młodzieżowej organizacji paramilitarnej Hitlerjugend, SA-Gruppenführer, Reichsleiter, gauleiter Wiednia i zbrodniarz wojenny skazany w procesach norymberskich na dwadzieścia lat więzienia.

## Życiorys
Urodził się w Weimarze, był synem reżysera teatralnego, rotmistrza, kirasjera gwardii, szambelana, generalnego intendenta słynnego teatru w Weimarze, Carla Baily’a Norissa von Schiracha (1873–1948). Poprzez matkę, Emmę Middleton Lynah Tillou (1872–1944), córkę amerykańskiego adwokata, był potomkiem dwóch ojców założycieli Stanów Zjednoczonych (sygnatariuszy Deklaracji niepodległości Stanów Zjednoczonych) – Thomasa Heywarda Jr. oraz Arthura Middletona. Język angielski był jego pierwszym językiem, który rozumiał i do wieku pięciu lat nie potrafił mówić po niemiecku.
W wieku dziesięciu lat wstąpił do kadetów „Wehrjugendgruppe”, a w 1925 został członkiem NSDAP. Wyjechał do Monachium, gdzie otrzymał funkcję przewodniczącego Nationalsozialistischen Deutschen Studentenbunds (NSDStB, Narodowosocjalistyczny Związek Studentów). W 1931 był już Reichsjugendführerem, a w 1933 została mu powierzona funkcja przywódcy Hitlerjugend; otrzymał również stopień SA-Gruppenführer.
Brał udział w kampanii francuskiej (Fall Gelb). W 1940 utracił przewodnictwo w Hitlerjugend na rzecz Artura Axmanna, jednocześnie Hitler mianował go gauleiterem Wiednia (funkcję tę pełnił do końca wojny).
Przez następne lata Schirach był odpowiedzialny za wysłanie 185 tys. Żydów z Wiednia do obozów koncentracyjnych. W przemówieniu 15 września 1942 określił deportacje Żydów jako „wkład do kultury europejskiej”. Później jednak krytykował warunki deportacji Żydów i postulował „umiarkowane traktowanie” mieszkańców Europy Wschodniej. M.in. z powodu interwencji jego żony Henrietty u Hitlera, po jej powrocie z Holandii, gdzie była świadkiem brutalności Niemców – popadł w niełaskę w 1943, jednak zachował stanowisko. Henriette von Schirach jest uznawana za jedną z nielicznych osób, które osobiście zaprotestowały u Hitlera przeciwko Holokaustowi.  Jako gauleiter, von Schirach nigdy otwarcie nie przeciwstawił się polityce eksterminacji, głównie przed obawą o swoją pozycję w partii i owo piastowane stanowisko. Ponadto do końca darzył swoim szczerym poparciem organizację Hitlerjugend, której był pierwszym przywódcą.
W 1945 r. pod przybranym nazwiskiem Richard Falk udał się do Schwazu w Tyrolu, gdzie nierozpoznany pracował jako tłumacz w placówce amerykańskiej. Dodatkowo zajmował się działalnością pisarską – rozpoczął tworzenie powieści Tajemnica Myrny Loy. 5 czerwca 1945 r. niespodziewanie (jako von Schirach oficjalnie był uważany za zmarłego) ujawnił swoją prawdziwą tożsamość i poddał się aliantom zachodnim. Jako powód podał „możliwość odpowiadania przed sądem międzynarodowym” i osądzenia swojej winy. Zmotywował go do tego fakt oskarżenia organizacji Hitlerjugend, na czele której powinien stanąć, i uznał, że on ponosi odpowiedzialność za jej działalność, mimo że organizacją kierował wówczas Axmann.
Przez Trybunałem w Norymberdze został skazany za „zbrodnie przeciw pokojowi” oraz „zbrodnie przeciw ludzkości” na 20 lat w więzieniu. Wyrok odbył w więzieniu w Spandau. Na wolność wyszedł w 1966 roku. W 1967 r. opublikował swoje wspomnienia Ich glaubte an Hitler (Wierzyłem w Hitlera).
Razem ze swoją żoną Henriette (z domu Hoffmann, córką osobistego fotografa Hitlera, Heinricha Hoffmanna) miał trzech synów i córkę Angelikę Benedyktę, ur. w 1933. Henriette i Baldur rozwiedli się w czasie pobytu Schiracha w więzieniu, w 1950.
Na jego nagrobku widnieje napis w j. niemieckim „Ich war einer von euch” (pol. „Byłem jednym z was”).